# X-Men: The Last Stand
X-Men: The Last Stand (bra: X-Men - O Confronto Final; prt: X-Men 3 - O Confronto Final) é um filme estadunidense de ação e de ficção científica lançado em 2006, baseado no grupo homônimo de super-heróis da Marvel Comics. É a sequência de X-Men 2 (2003), é também o terceiro filme da série de filmes X-Men, sendo dirigido por Brett Ratner. Apresenta um elenco que inclui Hugh Jackman, Halle Berry, Ian McKellen, Famke Janssen, Anna Paquin, Kelsey Grammer, James Marsden, Rebecca Romijn, Shawn Ashmore, Aaron Stanford, Vinnie Jones e Patrick Stewart. Escrito por Simon Kinberg e Zak Penn, o filme é vagamente baseado em dois arcos da história em quadrinhos dos X-Men, "Golded" e "A Saga da Fênix Negra", com uma trama que gira em torno de uma "cura mutante" que causa séria repercussão entre mutantes e humanos, e na ressurreição de Jean Grey, que desencadeia uma força negra.
O cineasta Bryan Singer, que havia dirigido os dois filmes anteriores, decidiu deixar esta sequência para trabalhar em Superman Returns. O compositor e editor de X-Men 2 John Ottman e os escritores Dan Harris e Michael Dougherty também saíram para trabalhar em Superman Returns, assim como James Marsden, que teve um tempo de tela muito limitado em The Last Stand antes de seu personagem ser morto devido à sua saída do filme. Singer nem havia definido o enredo para um terceiro filme. Matthew Vaughn, inicialmente contratado como novo diretor, saiu por questões pessoais e profissionais, sendo substituído por Brett Ratner. As filmagens ocorreram de agosto de 2005 a janeiro de 2006 com um orçamento de US$ 210 milhões, se tornando o filme mais caro já feito na época de seu lançamento. Teve extensos efeitos visuais criados por onze empresas diferentes.
X-Men: The Last Stand estreou fora de competição no Festival de Cinema de Cannes de 2006. Foi lançado comercialmente nos cinemas dos Estados Unidos em 26 de maio daquele ano pela 20th Century Fox. O filme arrecadou aproximadamente US$ 459  milhões em todo o mundo, tornando-se o sétimo filme de maior bilheteria de 2006. Foi recebido com comentários mistos da crítica especializada.

## Enredo
Alguns anos antes, o pequeno Warren Worthington III descobre asas saindo de suas costas, e para que seu pai, Warren Worthington II, não descubra, ele as corta, mas sem sucesso. No presente, cerca de três anos se passaram desde os acontecimentos no Lago Alkali, e a empresa farmacêutica Worthington Labs anuncia que desenvolveu uma vacina para suprimir o gene X, que dá os poderes mutantes e os torna diferentes dos outros seres humanos, oferecendo a cura para qualquer mutante. Enquanto alguns mutantes demonstram interesse na cura, como Vampira, outros estão assustados com o anúncio. Em resposta à notícia, Magneto levanta um novo exército, advertindo seus seguidores que a cura será fortemente usada para exterminar a raça mutante.
Ciclope, ainda deprimido com a perda de Jean, volta ao Lago Alkali. Jean misteriosamente reaparece para ele, porém diferente. Ambos se beijam, e ela acaba matando Scott. Pressentindo que algo estava errado, o professor Xavier envia Wolverine e Tempestade para investigar o ocorrido. Eles encontram apenas os óculos de Ciclope e Jean inconsciente, que é levada para a Mansão. Depois de analisá-la, Xavier conclui que quando Jean se sacrificou, ela desatou uma personalidade poderosa intitulada "a Fênix", a mesma que Xavier estava controlando para que Jean não libertasse e se transformassem num ser incontrolável. Wolverine visita Jean ainda inconsciente na enfermaria, e eles se beijam assim que ela acorda. Percebendo que Jean não é mais a mesma, Logan lhe oferece ajuda, mas ela recusa e o arremessa contra a parede. Ela então foge da Mansão para sua casa de infância.
Os X-Men partem para a casa de Jean e descobrem que Magneto e alguns membros de sua Irmandade também estão lá, interessados em recrutar Jean para sua equipe. Enquanto Xavier e Magneto disputam a lealdade de Jean, Wolverine e Tempestade lutam contra a Irmandade do lado de fora. A entidade Fênix acorda, desencadeando seu poder devastador, atacando Magneto e matando acidentalmente Xavier. Não sabendo controlar seus poderes, Magneto lhe oferece ajuda e Jean se junta à Irmandade.
Com a morte de Xavier, Fera pensa em fechar a escola especial para mutantes, mas Tempestade intervém, e diz que se fecharem a escola, muitos mutantes não terão para onde ir. Wolverine, Tempestade, Fera, Homem de Gelo, Lince Negra, Colossus e Anjo, este último filho de Warren Worthington II, criador da cura mutante, se preparam para enfrentar Magneto, que irá atacar a central da Worthington Labs para impedir que a cura continue sendo produzida. Os X-Men vão até a ilha, enquanto Magneto redireciona a ponte Golden Gate para o local, para que juntamente com Pyro, Fanático, Callisto, Arco Voltaico, Ouriço e o resto de seu exército cheguem até lá. O ataque começa, e a maioria do exército de Magneto é curada pelos policiais do local. Magneto ordena que Arco Voltaico, Ouriço e Psylocke matem Worthington, mas ele é salvo pelo seu filho, Anjo.
Fanático entra no laboratório para encontrar e matar Sanguessa, o jovem mutante que neutraliza o gene X e é a fonte da cura utilizada, porém Lince Negra consegue impedi-lo a tempo, salvando Sanguessuga e neutralizando Fanático. Na batalha, Tempestade eletrocuta e mata Callisto, enquanto Pyro é nocauteado por Bobby. No final da luta, Colossus arremessa Wolverine até Magneto como uma forma de distração, e Fera acaba por injetar a cura no mesmo, anulando seus poderes mutantes. De repente, vários policiais surgem mirando em Jean, mas a Fênix acorda e começa a destruir tudo ao seu redor, matando os oficiais e os mutantes Ouriço, Arco Voltaico e Psylocke. Wolverine pede que Tempestade leve os sobreviventes para outro lugar, enquanto ele enfrenta, declara o seu amor e, mesmo de forma relutante, acaba matando Jean juntamente com a Fênix.
A escola continua sem Xavier, com Tempestade agora como diretora e Logan como professor. O presidente dos Estados Unidos nomeia Fera como Embaixador das Nações Unidas. Vampira reaparece curada e retoma seu relacionamento com Bobby. Por fim, Magneto está sentado no banco de uma praça à frente de um tabuleiro de xadrez e estende sua mão na direção de uma peça metálica que se desloca ligeiramente, indicando que a cura mutante pode eventualmente ser apenas temporária.
Após os créditos finais, a Dra. Moira MacTaggert verifica um paciente em coma que a cumprimenta com a voz de Xavier, dando a entender que antes de ser vaporizado por Jean, o mesmo enviou sua consciência para a do paciente em estado terminal. Assustada, Moira indaga: "Charles?"

## Elenco
- Hugh Jackman — Logan / Wolverine
- Famke Janssen — Jean Grey / Fênix Negra
- Patrick Stewart — Charles Xavier / Professor X
- Ian McKellen — Erik Lehnsherr / Magneto
- Halle Berry — Ororo Munroe / Tempestade
- Anna Paquin — Marie D'Ancanto / Vampira
- Elliot Page — Kitty Pryde / Lince Negra
- Kelsey Grammer — Dr. Hank McCoy / Fera
- Shawn Ashmore — Bobby Drake / Homem de Gelo
- Aaron Stanford — John Allerdyce / Pyro
- Daniel Cudmore — Peter Rasputin / Colossus
- Ben Foster — Warren Worthington III / Anjo
- Michael Murphy — Warren Worthington II
- Shohreh Aghdashloo —  Drª Kavita Rao
- Cameron Bright — Sanguessuga
- Rebecca Romijn — Raven Darkholme / Mística
- James Marsden — Scott Summers / Ciclope
- Vinnie Jones — Cain Marko / Fanático
- Dania Ramirez — Callisto
- Ken Leung — Ouriço
- Eric Dane — Jamie Maddrox / Homem Múltiplo
- Omahyra Mota — Arco Voltaico
- Lance Gibson — Spyke
- Meiling Melançon — Psylocke
- Kea Wong — Jubileu
- Clayton Watmough — Glob Herman
- Olivia Williams— Moira MacTaggert
- Julian Richings— Mutante Organizador

- Stan Lee, criador dos X-Men, e Chris Claremont, roteirista da Fênix Negra, aparecem como vizinhos de Jean Grey quando esta invoca seu poder.

## Produção
Bryan Singer abandonou o projeto de um terceiro X-Men para dirigir Superman Returns, levando consigo vários colaboradores, como os escritores Dan Harris e Michael Dougherty, o diretor de fotografia Newton Thomas Siegel e o compositor\editor John Ottman. Singer explicou que tinha uma ideia formada para um filme do Superman, mas não para continuar o que já tinha feito, apenas um breve resumo inspirado na A Saga da Fênix Negra.  Enquanto buscava um novo diretor e renovava os contratos dos atores, o estúdio 20th Century Fox marcou uma data de estreia para 2006. Matthew Vaughn foi contratado e chegou a escolher alguns dos atores, mas decidiu sair para passar mais tempo com a família, e mais tarde admitiu que não tinha tempo ou liberdade criativa para fazer o filme que queria. Brett Ratner, que achava que não teria outra chance para um filme de super-heróis após um projeto cancelado do Superman, o substituiu.
Para escrever o filme, a Fox manteve Zak Penn, que tinha co-escritor X-Men 2, e trouxe Simon Kinberg, que já havia trabalhado em duas adaptações da Marvel para o estúdio, Fantastic Four e Elektra. A dupla teve sete meses para fazer seu roteiro. Kinberg queria centrar a trama na Fênix Negra, com a "cura mutante", que provoca graves repercussões entre mutantes e humanos, tirada da história "Gifted",  de Joss Whedon, servindo como foco político. Mas o estúdio queria mais foco na cura, especialmente por dar um motivo para Magneto entrar em conflito com os X-Men. As disputas acabaram por deixar Jean Grey sem muita presença na segunda metade da história, já que os executivos da Fox achavam que uma história sombria como a Fênix Negra não funcionaria.
As filmagens começaram em agosto de 2005. Orçado em 210 milhões de dólares, foi o filme mais caro na época de seu lançamento.
John Powell compôs a música do filme, convidado por Ratner por seu trabalho em The Bourne Identity e suas continuações. Powell fez o trabalho em um cronograma apertado já que tinha acabado de sair de Ice Age: The Meltdown.

## Recepção

### Comercial
Nos Estados Unidos The Last Stand quebrou o recorde de bilheteria em um lançamento num fim de semana de Memorial Day, com US$ 102.750.665 arrecadados no feriado prolongado de quatro dias. O lançamento do filme também originou um novo recorde de um único dia para estreias de sexta-feira. A receita bruta do fim de semana de abertura foi superada seis semanas depois por Pirates of the Caribbean: Dead Man's Chest, jogando X-Men: The Last Stand para a segunda posição de maior abertura de 2006. Internacionalmente, The Last Stand liderou as bilheterias em vinte e seis países com um total bruto de US$ 76,1  milhões, embora enfrentasse a forte concorrência de O Código Da Vinci, que manteve a primeira posição na maioria dos mercados e superou The Last Stand na receita bruta internacional naquele fim de semana com US$ 91 milhões.
Ao sair de cartaz dos cinemas, X-Men: The Last Stand acumulou US$ 234.362.462 na bilheteria interna estadunidense e US$ 224.997.093 internacionalmente, para um total mundial de US$ 459.359.555, tornando-se a quarta maior bilheteria doméstica americana e a sétima maior bilheteria mundial de 2006. Foi o filme de maior bilheteria da franquia X-Men, até ser superado por X-Men: Dias de um Futuro Esquecido, lançado oito anos depois.

### Crítica
No Rotten Tomatoes, X-Men: The Last Stand tem um índice de aprovação de 57% com base em 238 avaliações e uma classificação média de 5,9/10; o consenso crítico do site diz: "X-Men: The Last Stand oferece muita ação mutante para os fãs da franquia, mesmo que o faça às custas dos momentos mais profundos de seus predecessores".
No Metacritic, o filme tem uma pontuação 58/100 com base em 38 críticas, indicando "críticas mistas ou médias". O público consultado pelo CinemaScore deu ao filme uma nota média "A−" em uma escala de "A+" a "F".
Durante o programa de TV At the Movies, Roger Ebert e Richard Roeper deram ao filme uma classificação de "dois polegares para cima", com Ebert declarando: "Gostei da ação, gostei do absurdo, gostei do uso incongruente e do mau uso dos poderes mutantes e gostei especialmente da maneira como apresenta todas essas questões políticas, além de como o filme utiliza técnicas de efeitos especiais para as cenas de luta". Stephanie Zacharek, do Salon.com, deu uma crítica mista, observando que era "apenas meio bagunçado" e que Ratner "poderia ter se apegado um pouco mais à narrativa de 'Fênix Negra' do que ele"; no entanto, Zacharek notou que o filme capturou um pouco da "majestade" da história original, elogiando as performances de Jackman, McKellen, Romijn e Janssen. Matt Mueller, da Total Film, ficou impressionado com o desempenho de Janssen e disse: "Interpretando a deusa do controle da mente superesquisita como Xenia Onatopp,  de GoldenEye, suas cenas crepitam com energia e tragédia. Se ao menos o resto do filme tivesse seguido o exemplo..."
Lisa Schwarzbaum, da revista Entertainment Weekly, chamou-o de "sequência diminuída, um empreendimento de força bruta" e disse que era um exemplo do "que acontece quando os filmes são confundidos com lanchonetes como oportunidades de franquia". O Star Tribune caracterizou a abordagem de Ratner no filme dizendo: "Esqueça a sutileza! Vamos explodir as coisas!" David Edelstein, da revista New York, chamou-o de "apenas mais um filme B de grande orçamento. No entanto, é um filme B rápido e agradável".
X-Men: The Last Stand foi criticado pelos fãs por matar personagens importantes como Charles Xavier, Ciclope e Jean Grey. O filme de 2014 X-Men: Dias de um Futuro Esquecido foi posteriormente visto por alguns críticos como uma revisão dos controversos elementos da trama de The Last Stand. O roteirista Simon Kinberg afirmaria mais tarde que "há muitas coisas sobre 'X3' que eu amo e há muitas coisas das quais me arrependo", detalhando que ele teria preferido ter o conto da Fênix Negra como enredo principal e declarado que "teria se dedicado mais", considerando que na época "a escuridão de sua história era um pouco assustadora para um filme de US$ 200 milhões de orçamento", levando a Fox a pedir reescritas no roteiro. O diretor dos filmes anteriores dos X-Men, Bryan Singer, declarou que The Last Stand "não é o que eu teria feito" e estava insatisfeito com o enredo movimentado e as mortes excessivas dos personagens, mas Singer ainda gostou de algumas partes do filme, como a participação de Elliot Page no elenco (levando Singer a trazer Page de volta como Kitty Pryde em X-Men: Dias de um Futuro Esquecido) e as cenas com Leech, que ele descreveu como "momentos realmente doces". Tendo admitido estar insatisfeito com o resultado de alguns elementos do filme, Kinberg passou a dirigir e escrever o filme reboot Dark Phoenix, que recontou os eventos de The Last Stand.

## Próximos filmes
Em fevereiro de 2006, Ratner disse que The Last Stand poderia ser o último filme dos X-Men: "Queríamos ter certeza de que o público soubesse que esta era uma trilogia. Mesmo que eles não tenham sido feitos juntos como O Senhor dos Anéis, este é realmente um encerramento para a série X-Men... Este é o último filme, com certeza".
Os próximos dois filmes dos X-Men, X-Men Origens: Wolverine (2009) e X-Men: First Class (2011), foram prequelas que aconteceram antes dos eventos do primeiro filme dos X-Men. O primeiro filme ambientado cronologicamente após The Last Stand foi The Wolverine (2013), uma sequência autônoma que mostra Logan indo para o Japão para escapar das memórias do que ocorreu durante The Last Stand. Jackman e Janssen reprisaram seus papéis, enquanto McKellen e Stewart aparecem em uma cena no meio dos créditos.
X-Men: Dias de um Futuro Esquecido, a sequência direta de The Last Stand, foi lançado em 23 de maio de 2014, com Jackman, Berry, Stewart, McKellen, Paquin, Page, Ashmore, Cudmore, Grammer, Janssen e Marsden reprisando seus respectivos papéis. O enredo, inspirado no arco da história em quadrinhos "Dias de um Futuro Esquecido", começa com um futuro distópico definido anos após The Last Stand. A consciência de Wolverine é enviada de volta no tempo, para seu corpo de 1973, a fim de guiar os jovens Xavier e Magneto na prevenção dos eventos que levam ao futuro desolado. Os acontecimentos do filme acabam alterando retroativamente a continuidade da série, alterando alguns acontecimentos em filmes ambientados posteriormente como First Class, resultando em uma linha do tempo alterada onde Jean e Ciclope ainda estão vivos.

## Cronologia
Linha do Tempo (Presente):
X-Men: Primeira Classe (Ano de 1963)
X-Men Origens: Wolverine (prelúdio ambientado em 1845, história principal em 1979)
X-Men: O Filme (ano de 2000)
X-Men 2 (ano de 2003)
X-Men: O Confronto Final (ano de 2006)
Wolverine - Imortal (ano de 2011)
Linha do Tempo (Logan):
Logan (Ano de 2029)
Deadpool & Wolverine (Ano posterior à 2029)
Linha do Tempo (Revisada):
X-Men: Primeira Classe (Ano de 1962)
X-Men: Dias de Um Futuro Esquecido (Passado; Ano de 1973)
X-Men: Apocalipse (Ano de 1983)
X-Men: Fênix Negra (Ano de 1992)
Deadpool (Ano de 2016)
Deadpool 2 (Ano de 2018)
X-Men: Dias de um Futuro Esquecido (Futuro; Ano de 2023)
Deadpool & Wolverine (Ano de 2024)

OBS: X-Men: Dias de Um Futuro Esquecido alterou ambas as linhas do tempo. A linha do tempo do passado e futuro se separaram e cada uma tomou um rumo diferente, deixando de depender uma da outra.